# (27826) 1993 WQ
(27826) 1993 WQ est un astéroïde de la ceinture principale d'astéroïdes découvert en 1993.

## Description
(27826) 1993 WQ a été découvert le 22 novembre 1993 à Nyukasa, dans la préfecture de Nagano, au Japon, par Masanori Hirasawa et Shohei Suzuki.

### Caractéristiques orbitales
L'orbite de cet astéroïde est caractérisée par un demi-grand axe de 2,55 UA, un périhélie de 1,98 UA, une excentricité de 0,22 et une inclinaison de 5,05° par rapport à l'écliptique. Du fait de ces caractéristiques, à savoir un demi-grand axe compris entre 2 et 3,2 UA et un périhélie supérieur à 1,666 UA, il est classé, selon la JPL Small-Body Database, comme objet de la ceinture principale d'astéroïdes.

### Caractéristiques physiques
(27826) 1993 WQ a une magnitude absolue (H) de 13,4 et un albédo estimé à 0,283.